# Aristolochia leuconeura
Aristolochia leuconeura är en piprankeväxtart som beskrevs av Jean Jules Linden. Aristolochia leuconeura ingår i släktet piprankor, och familjen piprankeväxter. Inga underarter finns listade i Catalogue of Life.